# ハーシェル (ミマスのクレーター)
ハーシェル (Herschel, [ˈhɜːrʃəl]) は、土星の衛星ミマスにある巨大な衝突クレーター。衛星ミマスを発見した18世紀の天文学者ウィリアム・ハーシェルにちなんで名づけられた。クレーターの直径はおよそ139キロメートルであり、ミマスの直径のほぼ3分の1に相当する。クレーター周壁の高さは約5キロメートル、底面の深さは10キロメートル。クレーターの中央丘の高さは底面から6キロメートルである。